# Slim Whitman

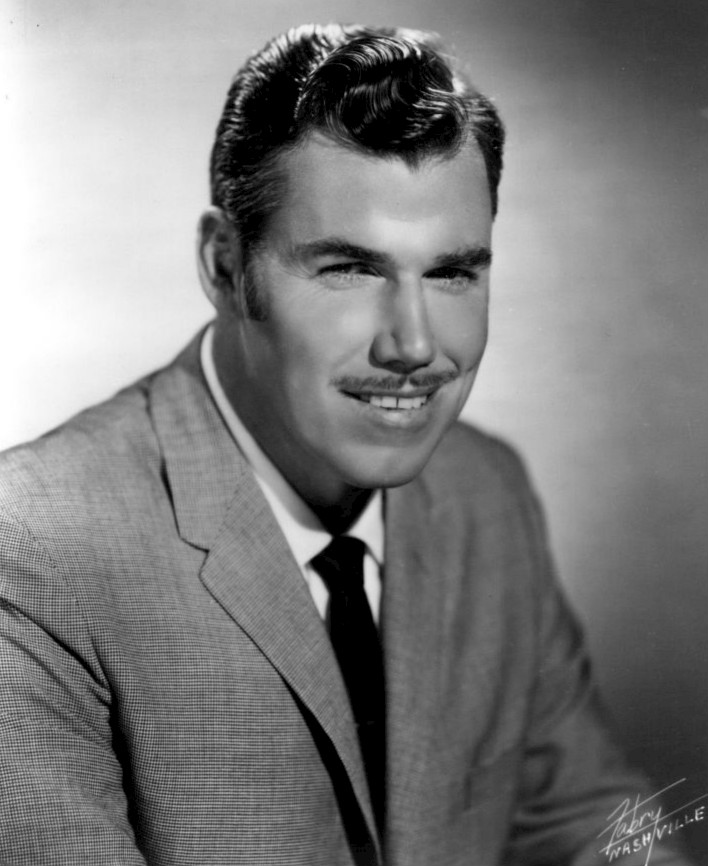
Whitman in 1968

Ottis Dewey "Slim" Whitman (Tampa, 20 januari 1923 - Orange Park, 19 juni 2013) was een Amerikaanse country en western singer-songwriter, bekend om zijn jodelen en zijn bereik van drie octaven in een stijl bekend als de Nashville-sound. Hij beweerde meer dan 120 miljoen platen te hebben verkocht, waarvan de helft in Europa. In de jaren 50 toerde Whitman met Elvis Presley als diens openingsact.
Hoewel hij ooit bekend stond als 'Amerika's favoriete volkszanger', was hij populairder in Europa, in het bijzonder in het Verenigd Koninkrijk, dan in zijn geboorteland Amerika. Dit gold met name voor zijn covers van traditionele popnummers, filmliedjes, liefdesliedjes, volksmelodieën en gospelmuziek. Zijn hit "Rose Marie" uit 1955 stond in het Verenigd Koninkrijk elf weken op nummer één in de UK Singles Chart. In de Verenigde Staten bereikten zijn "Indian Love Call" (1952) en een bewerking van Doris Days "Secret Love" (1953) beide nummer 2 in in de Billboard country hitlijst. Whitman had een reeks toptienhits vanaf van de midden jaren 60 en in de jaren 70. In de jaren 80 figureerde hij in verschillende tv-reclamespotjes. In de jaren 90 werd Whitmans muziek gebruikt in de film Mars Attacks!; zijn "Indian Love Call" zou elke keer dat de plaat werd gespeeld binnenkomende marsmannetjes doden. Van deze eigenschap werd dan ook dankbaar gebruik gemaakt om de wereld de redden van de invasie van de marsmannetjes. Gedurende de jaren 90 tot in de 21e eeuw bleef hij intensief toeren over de hele wereld en bracht hij nieuw materiaal uit. Zijn laatste album, Twilight on the Trail, werd geproduceerd door zijn zoon Byron Whitman en werd uitgebracht in 2010, toen Whitman 87 jaar oud was.

## Biografie
Whitman werd geboren in Oak Park, Tampa, Florida, op 20 januari 1923, als een van de zes kinderen van Otis en Lucy Whitman. Toen hij opgroeide, hield hij van de countrymuziek van Jimmie Rodgers en van de liedjes van Gene Autry, maar hij overwoog pas aan het einde van de Tweede Wereldoorlog een muziekcarrière, nadat hij gelegerd was geweest in de Stille Zuidzee. Whitman was een autodidactische linkshandige gitarist, ondanks dat hij rechtshandig was. Hij had bijna zijn gehele tweede vinger van zijn linkerhand verloren tijdens een ongeluk met het werken in een vleesverwerkingsfabriek. Hij had klusjes op een scheepswerf in Tampa en hij ontwikkelde een muzikale carrière, waarbij hij uiteindelijk optrad met bands die bekend stonden als de Variety Rhythm Boys en de Light Crust Doughboys. Whitmans eerste grote doorbraak kwam toen talentmanager "Kolonel" Tom Parker hem hoorde zingen op de radio en aanbood hem te vertegenwoordigen. Na zijn handtekening bij RCA Records, werd hij aangekondigd als "de cowboyzanger Slim Whitman", naar de Canadese zanger Wilf Carter, die in de Verenigde Staten bekend was als Montana Slim. Whitman bracht in 1948 zijn eerste single uit, "I'm Casting My Lasso Towards The Sky", compleet met jodel. Hij toerde en zong op verschillende locaties, waaronder het radioprogramma Louisiana Hayride.
In eerste instantie was hij niet in staat om van zijn muziek te leven en nam hij een parttime baan op een postkantoor. Dat veranderde begin jaren 50 nadat hij een versie van de Bob Nolan-hit "Love Song of the Waterfall" had opgenomen, waarmee hij de top tien van countrymuziek kwam. Zijn volgende single, "Indian Love Call", ontleend aan de lichte operette Rose-Marie, was nog succesvoller, bereikte nummer twee in de country-hitlijsten en verscheen in de top tien van de US pop music chart.
Whitman vermeed countrymuziek "drinkliederen" en verkoos in plaats daarvan om laid-back romantische melodieën te zingen over het eenvoudige leven en liefde. Critici noemden zijn stijl de Nashville-sound, vanwege de samensmelting van countrymuziek en een meer verfijnde, croonende vocale stijl. Hoewel hij veel country- en westernmelodieën heeft opgenomen, waaronder hits "Tumbling Tumbleweeds", "Singing Hills" en "The Cattle Call", waren liefdesliedjes zoals "Serenade", "Something Beautiful (to remember)" en "Keep It a Secret" prominent in zijn repertoire.
In 1955 zou hij een nummer 1-hit hebben in de hitlijsten in het Verenigd Koninkrijk met het themanummer voor de operette Rose Marie. Met negentien weken in de hitlijsten en elf weken bovenaan de UK Singles Chart zette hij een nummer één record neer dat 36 jaar standhield. In 1956 werd hij de allereerste country-muziekzanger die optrad in het Londense Palladium. Kort daarna werd Whitman uitgenodigd om lid te worden van de Grand Ole Opry, en in 1957 verscheen hij samen met andere musicalsterren in de musical Jamboree. Ondanks deze blootstelling, bereikte hij in de Verenigde Staten nooit de sterrenstatus die hij had in Groot-Brittannië, waar hij een nog aantal andere hits had in de jaren 50. Begin jaren 70 bleef hij opnemen en was hij te gast in Wolfman Jacks televisieprogramma The Midnight Special. In die tijd leverden de opname-inspanningen van Whitman slechts kleine hits op in de Verenigde Staten. Het midden van de jaren 70 was een succesvolle tijd voor Whitman in de UK Albums Chart. In 1976 was een compilatie-album, The Very Best of Slim Whitman, zes weken lang de nummer één en bleef zeventien weken in de hitlijst. Een ander nummer één album volgde in 1977 met Red River Valley: vier weken op nummer één en veertien weken in de hitlijst. Later datzelfde jaar maakte zijn album Home on the Range een nummer 2 notering en bleef in dertien weken in de lijst, alleen door de 20 Golden Greats van de Supremes van de hoogste positie gehouden.
De tv-albums maakten Whitman voor het eerst in zijn carrière kort een begrip in Amerika, wat resulteerde in eerste verschijning op The Tonight Show met Johnny Carson tot Whitman die in een komische sketch op SCTV met hem werd geparodieerd (gespeeld door Joe Flaherty) met in de hoofdrol de Che-achtige mannelijke hoofdrol in een Evita-achtige Broadway-musical over het leven van Indira Gandhi. Wat nog belangrijker was, de tv-albums gaven hem een korte opleving in de reguliere countrymuziek met nieuwe albumuitgaven op grote labels en een paar nieuwe singles in de hitlijsten. Gedurende deze tijd toerde hij met gematigd succes door Europa en Australië.
Op 20 januari 2008, toevallig de 85ste verjaardag van Whitman, werd een voortijdig overlijdensbericht, verondersteld te zijn gestart door een foutief rapport, gepubliceerd door de krant Nashville Tennessean en later viraal opgepikt op de website van de krant.
In 2010 bracht Whitman het album Twilight on the Trail uit na meer dan acht jaar productie, zijn eerste nieuwe studioalbum in 26 jaar. Het werd geproduceerd door zijn zoon Byron Whitman en bevatte vele bekende sessiemuzikanten, waaronder oud-bandlid Harold Bradley.

## Privéleven
Na 1957 woonde Whitman op zijn landgoed, Woodpecker Paradise, in Middleburg, een stad ten zuiden van Orange Park, Florida, in Clay County.
In 2009 stierf Whitmans vrouw voor 67 jaar, Alma Geraldine "Jerry" Crist Whitman, geboren in Kansas, op 84-jarige leeftijd. Ze was een songwriter en borduurder, dochter van kerkminister A.D. Crist. Samen hadden ze een dochter, Sharron Beagle (1942), en een zoon, Byron Keith Whitman (1957). Ze hadden ook twee kleinkinderen en twee achterkleinkinderen. Byron is een muzikant en muziekproducent, heeft een aantal opnames uitgebracht en heeft met zijn vader meerdere keren getoerd en opgenomen.
Slim Whitman stierf op 19 juni 2013 op 90-jarige leeftijd aan hartfalen, omringd door familie in het Orange Park Medical Center in Orange Park, Florida.
- Bibliothèque nationale de France: cb139011359 (data)
- Gemeinsame Normdatei: 133679438
- International Standard Name Identifier: 0000 0000 7364 2507
- Library of Congress Control Number: n81125241
- MusicBrainz: 5c1262e2-cb86-4dc9-8acf-781ff4523192
- Nationale Bibliotheek van Israël: 987007506269705171
- SNAC: w6sn0r3z
- Système universitaire de documentation: 078069467
- Virtual International Authority File: 163149106258768492113